# William Booth
Pour les articles homonymes, voir William Booth (homonymie) et Booth.
William Booth, né le 10 avril 1829 à Nottingham et mort le 20 août 1912 à Londres, est un pasteur méthodiste britannique, cofondateur de l'Armée du salut avec sa femme Catherine Booth.

## Biographie
William Booth est le seul garçon des quatre enfants survivants de Samuel Booth et de Mary Moss épouse Booth. Comme son père était un entrepreneur de maçonnerie dont les affaires ne marchaient pas très bien, la famille était pauvre, et Samuel fut contraint de mettre son fils William au travail alors qu'il n'avait que treize ans. Il le fit embaucher par un prêteur sur gages. De ce fait, ses études restèrent sommaires, mais il compensa ce manque en lisant beaucoup, et il se forma lui-même à la rédaction de textes puis à la prise de parole en public.
Il passe son adolescence dans un quartier pauvre de la ville industrielle de Nottingham. Anglican par sa famille et sa première éducation religieuse, il se rattache à l’Église méthodiste à l’âge de quinze ans et il deviendra plus tard pasteur de cette même Église. Le 16 juillet 1855, il se marie avec Catherine Mumford (1829-1890). De cette union naîtront huit enfants.
Booth travaille comme pasteur dans les quartiers pauvres à l’est de Londres et se heurte à la misère et à la pauvreté. En 1865, il lance une première action contre l'injustice sociale à travers un mouvement qu'il nomme « Mission chrétienne de l'Est londonien ». Booth résume son engagement dans le slogan « Soupe, Savon, Salut » (Soup, Soap and Salvation). Son rôle de pasteur sera donc à la fois spirituel et matériel. Il s'agit d'apporter l'Évangile tout en luttant contre la misère.

### Fondation de l'Armée du Salut[2]
Booth voit cet engagement comme celui d'une « armée du salut » qui luttera contre la pauvreté.
L'expression fait mouche et en 1878, Booth fonde l'Armée du salut, dont il devient le « général ». Il organise les fonctions des personnes qui travaillent avec lui  selon un organigramme clair : les responsables sont des officiers et des officières ; les postes d’évangélisation, des citadelles et les membres prennent le nom de soldats.
Il dote cette armée d'un uniforme, d'un drapeau (dont la devise est « Sang et Feu », au sens du Sang de Jésus-Christ et du Feu de l'Esprit-Saint).
La musique jouera un rôle important pour attirer les gens vers son mouvement : « Pourquoi  le  Diable  aurait-il  les  meilleures mélodies ? » se demande-t-il. Son organisation va se diffuser en Angleterre puis à l'étranger.
En 1890, il publie un livre qui rencontre un grand succès, In Darkest England and the Way Out (Dans les ténèbres de l'Angleterre et la voie pour en sortir).
William Booth meurt à Hadley Wood dans le district londonien d'Enfield le 20 août 1912 . Il est inhumé le 27 août 1912 au cimetière d'Abney Park à Stoke Newington (district londonien de Hackney).
La même année, son fils Bramwell prend la tête de l'Armée du salut et en 1934 sa fille Evangeline devient la quatrième chef d'état-major.

## Hommages et postérité

### Odonymes (en France)

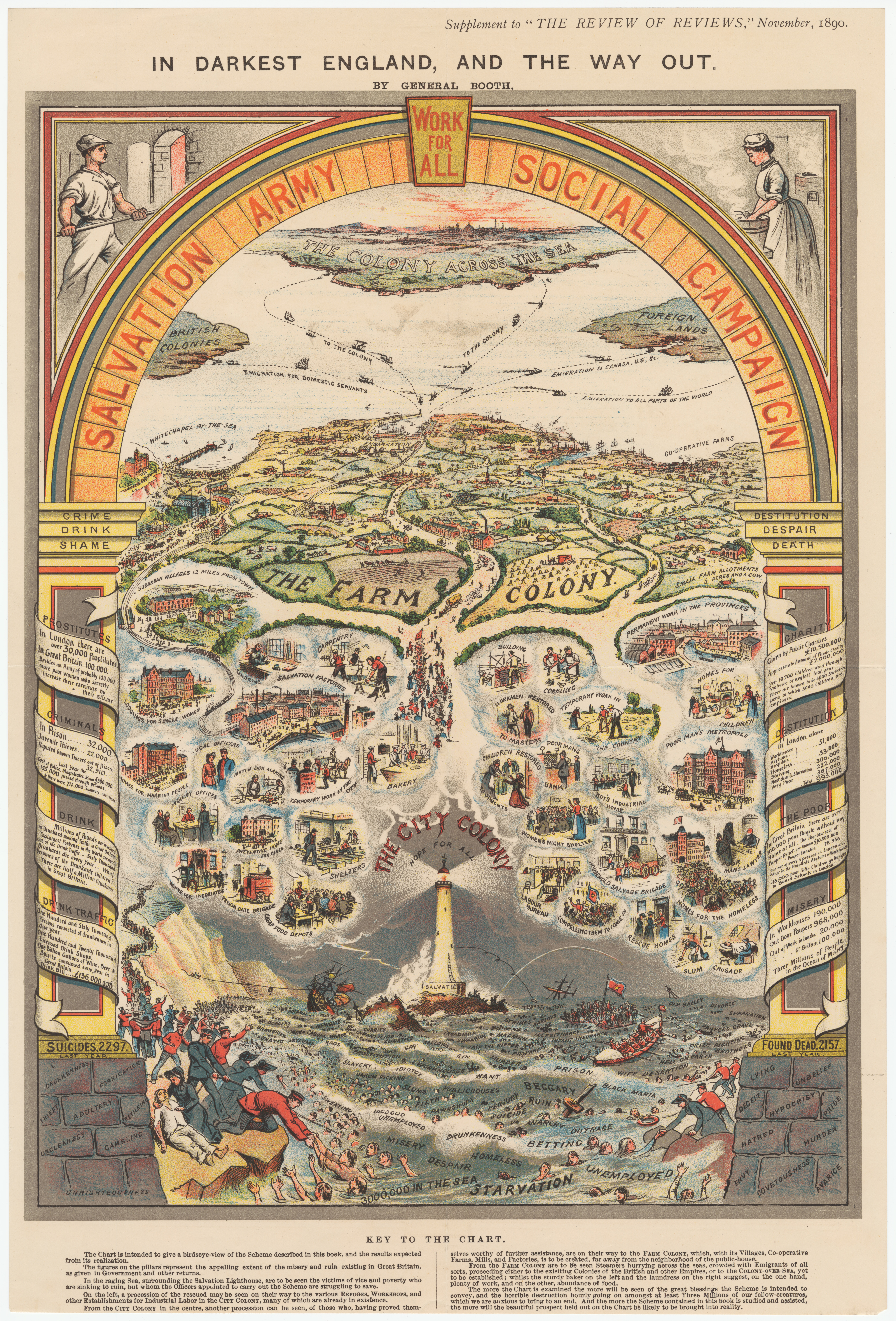
Cette image résume les idées de In Darkest England and the Way Out, publié par Booth en 1890 et du programme de l'Armée du Salut. (Cliquer pour agrandir)

- Cette image résume les idées de In Darkest England and the Way Out, publié par Booth en 1890 et du programme de l'Armée du Salut. (Cliquer pour agrandir)Avenue William-Booth dans le 11e arrondissement de Marseille.
- Rue William-et-Catherine-Booth à Avignon.
- Rue William-et-Catherine-Booth à Bordeaux.
- Rue  William et Catherine  Booth à  Montpellier.
- Rue William-et-Catherine-Booth à Béziers.
- Rue William-et-Catherine-Booth à Mazamet.
- Square William-et-Catherine-Booth à Nice.

### Université
En République Démocratique du Congo, dans la commune de la Gombe à Kinshasa, il existe une université qui porte le nom de William Booth (UWB en sigle).

### Philatélie
- Un timbre-poste "William Booth" de 50 cents en Jamaïque (1978).
- Un timbre "Catherine et William Booth" de 1,70 franc à Monaco (1978).
- Un timbre "Catherine et William Booth" de 150 cents au Suriname (1987).

### Statues
- Deux statues de William Booth et de sa femme, par George Edward Wade, ont été érigées en 1929 sur Champion Hill, à côté du collège de formation de l'Armée du salut à Londres[3].
- Une réplique de ces statues de Wade se trouve dans le Mile End Road, à Londres, à proximité du site de la première réunion de l'Armée du salut. Celle représentant William Booth a été dévoilée en 1979.